# ساسروتا
ساسروتا (عاش تقريبًا في القرن الثامن قبل الميلاد) هو جراح هندي قديم، وأحد مؤسسي فن وعلم الأيورفيدا القديم، الذي نشأ في الهند قديمًا. جمع ساسروتا كتاباته فيما يعرف اليوم باسم «جامع معارف ساسروتا» (सुश्रुतसंहिता)، والذي شرح فيه 300 عملية جراحية، و 120 أداة جراحية، وثماني تصانيف للجراحات البشرية.
عاش ساسروتا على ضفاف نهر الغانج شمال الهند. يعرف ساسروتا «بأبو الجراحة» لاسهاماته في هذا المجال، بالأخص لابتكاراته التي دونها في كتابه الجامع.

## وصلات خارجية
- Sushruta Samhita (English Translation) at Chest of Books